# Чревовещание

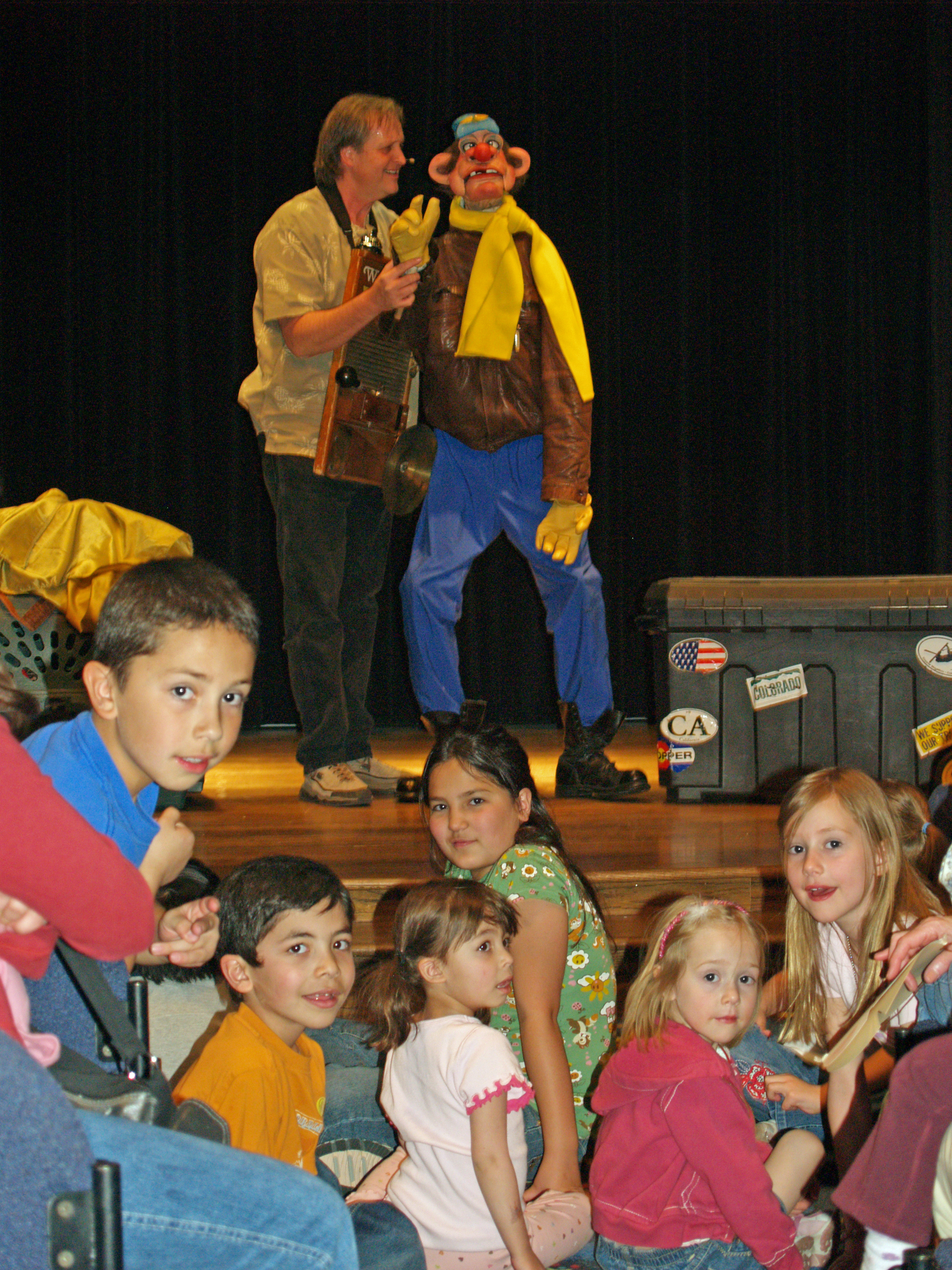
Чревовещатель выступает перед детьми в детском музее Buell, Пуэбло (Колорадо)

Чревовеща́ние, или вентроло́гия (англ. Ventriloquism, от латинского «голос из живота») — сценический приём, при котором человек (чревовещатель, вентролог) говорит, не шевеля губами, создавая видимость, что голос исходит не из него.
Приём используется в сфере развлечений, например в цирке, кукольном театре. Для процесса чревовещания часто используются куклы, движения которых имитируют произношение слов, также чревовещатели разыгрывают диалог с куклой.
Существует несколько разновидностей чревовещания:
- Создание иллюзии, будто источник звука находится недалеко от чревовещателя, например кукла;
- Создание иллюзии, что звук исходит от отдалённого от чревовещателя предмета (голос за сценой);
- Приглушение голоса так, что кажется, будто голос доносится из замкнутого пространства, например коробки;
- Имитация различных звуков без участия губ (например, крик животного или плач ребёнка).

## Известные чревовещатели
В хронологическом порядке:
- Итальянец Алессандро Калиостро (1743—1795)
- Француз Александр Ваттемар (1796—1864)
- Русский Григорий Михайлович Донской (1865—1956)
- Лидер и создатель секты «Единый Храм» в СССР Дмитрий Шульц (1893 (?) — 1930).
- Американец Эдгар Берген (1903—1978)
- Американец Пол Уинчелл (1922—2005)
- Русская (СССР) Рафаэлла Потапова (р. 1938)
- Русская (СССР) Раиса Виноградова (1939-2022)
- Американец Джефф Данэм (род. 1962)
- Русская (Россия) Ольга Лифенцева ( род. 1962)
- Карелка (Россия) Берта Пяттоева (род. 1990)
- Американка Дарси Линн Фармер (род. 2004)